# Perikopenbuch Heinrichs III.

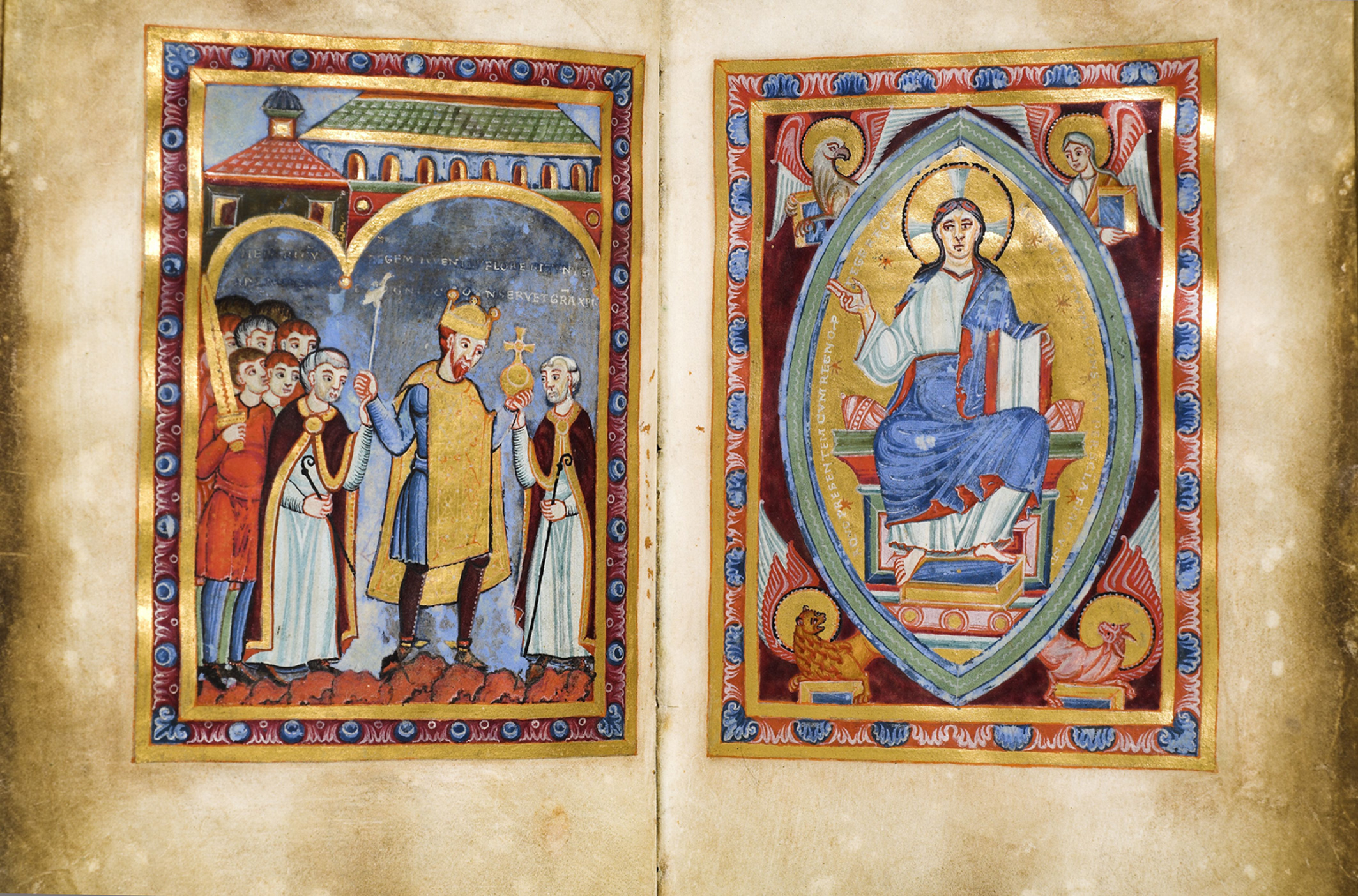
König Heinrich III. im Krönungsornat mit Szepter und Reichsapfel wird von zwei Äbten und seinem Gefolge über einen Schollengrund geleitet; auf der Gegenseite Maiestas Domini (fol. 3^{v}/4^{r})

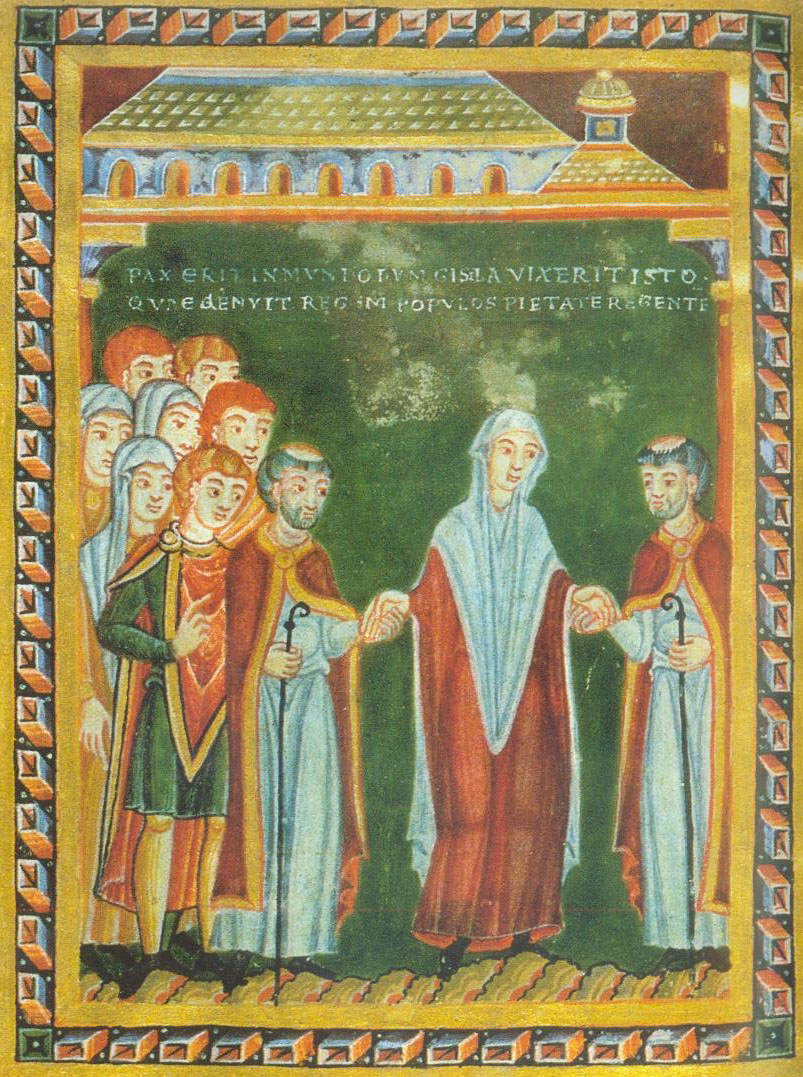
Kaiserin Gisela beim Eintritt in die Kirche (fol. 3^{r}). Auffällig sind die Ähnlichkeiten zum umseitigen Bild König Heinrichs III., etwa die Begleitung durch zwei Äbte wie auch der Schollengrund. Gisela wird damit als Teil der königlichen Prozession ihres Sohnes erkennbar und wie dieser mit der Erscheinung der Maiestas als in göttlicher Huld stehend dargestellt.

Das Perikopenbuch Heinrichs III., auch Evangelistar Heinrichs III., Echternacher Perikopenbuch, Echternacher Evangelistar oder Codex Bremensis genannt, ist eine im Auftrag Kaiser Heinrichs III. wahrscheinlich zwischen 1039 und 1043 im Kloster Echternach entstandene ottonische Handschrift in Form eines Perikopenbuchs (Evangelistars). Sie gehört zu den Hauptwerken der ottonischen Buchmalerei und wird heute in der Staats- und Universitätsbibliothek Bremen unter der Signatur Ms. b. 21 aufbewahrt.

## Provenienz
Wo sich die Handschrift vom Tode Heinrichs III. bis in das 16. Jahrhundert befand, ist ungeklärt. Durch einen Abklatsch auf fol. 1r ist Rabordus Meghes als Vorbesitzer bekannt. Durch das Monogramm H. M. G. auf fol. 2r ist der Schweizer Bibliophile Melchior Goldast von Haiminsfeld als Besitzer belegt. Dieser verbrachte während des  Dreißigjährigen Krieges seine Bibliothek nach Bremen. 1646 erwarb der Bremer Rat die Bibliothek. In der zweiten Hälfte des 17. Jahrhunderts befand sich die Handschrift in Bremer Privatbesitz, seit Anfang des 18. Jahrhunderts in der Bibliotheca Bremensis, der Keimzelle der Bremer Staats- und Universitätsbibliothek.

## Beschreibung
Der Codex im Format 19,4 × 14,7 cm umfasst 127 auf 16 Lagen verteilte Pergamentblätter und ist nahezu vollständig von einem einzigen Schreiber vermutlich mit einer eisenvitriolhaltigen Dornenholztinte – jedenfalls nicht, wie früher angenommen, mit Purpurtinte – geschrieben. Als Auszeichnungsschriften dienen für die Bezeichnungen der Feste bzw. Hochfeste, Perikopen sowie für die Anfänge der Sententiae – hier Majuskeln in Unziale, Capitalis quadrata und Capitalis rustica – Goldschrift, für die Initialen weitestgehend Capitalis rustica und Unziale. Auffallend sind die auch in den anderen Echternacher Codices enthaltenen, sonst unüblichen ausführlichen Bildtitel und Inhaltsangaben in Hexameterform.
Die Handschrift enthält 38 ganzseitige Miniaturen im Format 14,5 × 11 cm sowie dreizehn weitere Miniaturen mit der Breite des Schriftraums und variierender Höhe von 6 bis 11 cm; des Weiteren sind fünf Initialzierseiten und drei Textzierseiten auf farbigem Grund enthalten. Die wohl bekannteste Abbildung des Evangelistars findet sich in der Darstellung des Echternacher Skriptoriums (fol. 124v), der vorletzten Miniatur der Handschrift, worauf nur noch das Dedikationsbild (fol. 125r) mit dem thronenden Heinrich folgt.
Als Farbstoffe für Schrift und Illustrationen kamen unter anderem Lulax, Folium, Minium, Cenobrium, Ogra, Safran, Membrana, Bleigelb, Terra viride, Viride Hispanicum und Succus zum Einsatz.

## Einordnung
Das Evangelistar gehört in eine Reihe von insgesamt elf heute noch erhaltenen Prachthandschriften, die etwa zwischen 1028 und 1060 im Kloster Echternach entstanden:
- Sakramentar Darmstadt, Universitäts- und Landesbibliothek Darmstadt, Hs. 1946, nach 1028
- Evangeliar Codex aureus Epternacensis, auch Codex Gothanus genannt, Germanisches Nationalmuseum Nürnberg, Hs. 156142, um 1030
- Evangeliar für Luxeuil, Bibliothèque nationale Paris, Nouv. acq. 2196, um 1040
- Evangelistar für eine Stephanuskirche, Bibliothèque royale Brüssel, Ms. 9428, etwa gleichzeitig mit dem Bremensis, vielleicht etwas später
- Epistolar und Evangelistar aus dem Trierer Dom, Diözesanarchiv Trier, Ms. 434, nach dem Bremer und dem Brüsseler Evangelistar entstanden
- Speyerer Evangeliar, Escorial Madrid, cod. Vitrinas 17, um 1045/46
- Evangeliar Codex Caesareus Upsaliensis, auch Codex Caesareus Goslariensis, Universitätsbibliothek Uppsala, Cod. C. 93, zwischen 1051 und 1056
- Evangeliar, British Library London, Ms. Harley 2821, nach 1050 (?)
- Evangeliar, Bibliothèque nationale Paris, Ms. lat. 10438, um 1060
- Evangeliar, British Library London, Ms. Egerton 608, nach 1060.[7]